# Plop
Plop románul: Plop, település Romániában, Erdélyben, Hunyad megyében.

## Fekvése
Gyalártól északnyugatra fekvő település.

## Története
Plop nevét 1733-ban említette először oklevél Plopi néven.
1805-ben Plopp, 1808-ban és 1913-ban Plop néven írták.
A trianoni békeszerződés előtt Hunyad vármegye Vajdahunyadi járásához tartozott.
1910-ben román görögkeleti ortodox lakosa volt.

## Források

Plop egy régi térképen